# Palazzo della Cassa di Risparmio (Mirandola)

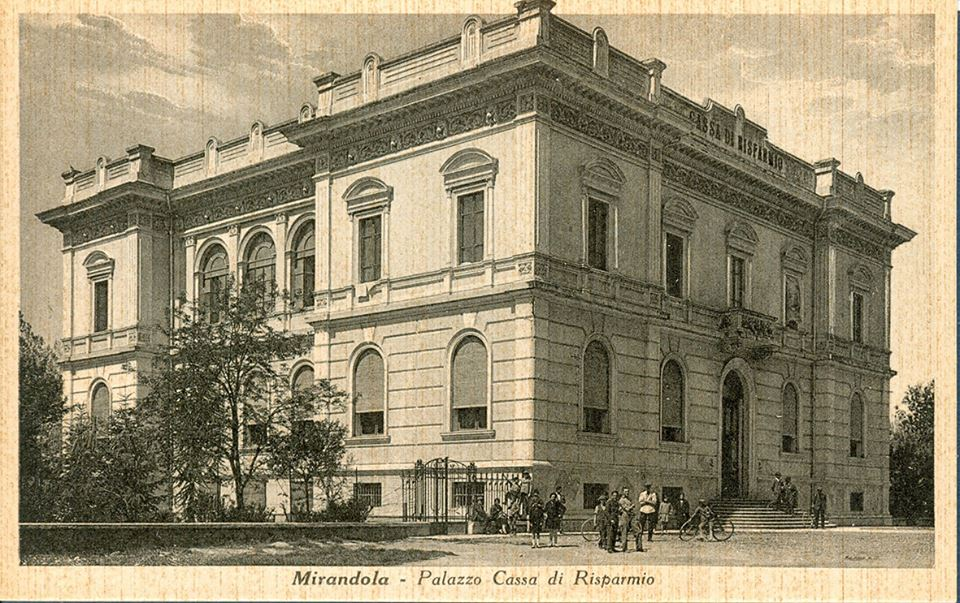
Palazzo della Cassa di Risparmio in Mirandola in den 1930er-Jahren

Der Palazzo della Cassa di Risparmio ist ein Palast aus dem 20. Jahrhundert im historischen Zentrum von Mirandola in der italienischen Region Emilia-Romagna. Er liegt an der Piazza Matteotti 2 an der Stelle, an der früher die Kirche und das Kloster der Augustiner lag und wurde in den Jahren 1911–1912 unter der Leitung des Bauingenieurs Alberti Vischi im Jugendstil erbaut. Der Palast war Sitz der Sparkasse von Mirandola, die später von der Sparkasse Florenz übernommen wurde, die 2007 wiederum in der Intesa Sanpaolo aufging.
Das Gebäude wurde beim Erdbeben in Norditalien 2012 schwer beschädigt und ist seitdem nicht mehr nutzbar. Es soll renoviert werden.

## Geschichte

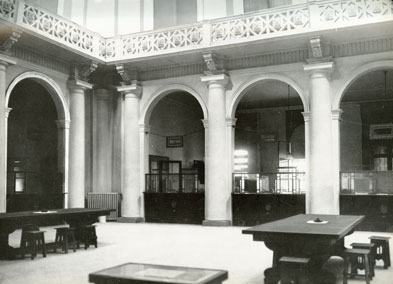
Der große Saal im Jahre 1912

Der Monte di Pietà von Mirandola wurde 1495 von Evangelista da Faenza, einem Bruder der Franziskuskirche gegründet, nachdem dieser 1200 Lire zur Bekämpfung des Wuchers gesammelt hatte. Nach dem Konzil von Trient gab Papst Sixtus V. 1588 ein Bulle heraus, die die Einrichtung des Monte di Pietà bestätigte; sie wurde erneut durch folgende Bullen des Papstes Clemens VIII. in den Jahren 1593 und 1597 bestätigt. 1556 wurde der Monte di Pietà von Finale Emilia gegründet und 1585 der von San Felice sul Panaro, der später in das fromme Institut des Herzogtums Modena umgewandelt wurde.
Nach der Einigung Italiens wurde das Institut per königlichem Erlass am 27. September 1863 zur neuen Sparkasse von Mirandola, die offiziell am 1. Januar 1864 im Palazzo Bergomi neben dem Palazzo Comunale eröffnet wurde.
Das zunehmende Anwachsen der Geschäftstätigkeit führte zum Umzug der Bank in den heutigen Palast an der Piazza Matteotti, der 1911–1912 durchgeführt wurde.
Im Jahre 1925 wurde eine Filiale in San Felice sul Panaro eröffnet und darüber hinaus schloss sich 1927 der Erwerb der Sparkassen in Concordia sulla Secchia und Finale Emilia an.
Am 1. Januar 1992 wurde die Sparkasse Mirandola in eine Aktiengesellschaft umgewandelt, die 2002 im Rahmen eines Unternehmensverkaufs von der Sparkasse Florenz übernommen wurde. Am 1. Juli 2006 endete die Geschichte der Sparkasse Mirandola durch Aufgehen in Sparkasse Florenz, die wiederum 2007 Teil der Gruppe Intesa Sanpaolo wurde.